# Restigouche—Madawaska (circonscription fédérale)
Restigouche—Madawaska était une circonscription électorale fédérale du Nouveau-Brunswick, Canada, dont le représentant a siégé à la Chambre des communes de 1914 à 1966. 

## Histoire
Cette circonscription a été créée en 1914 et correspondait aux Comtés de Restigouche et de Madawaska.
La circonscription fut abolie en 1966 et répartie entre les circonscriptions de Madawaska—Victoria et Restigouche.

## Liste des députés successifs
Cette circonscription fut représentée par les députés suivants :
|  | Législature | Date élection     | Député                   | Profession  | Parti                     |
|  | ----------- | ----------------- | ------------------------ | ----------- | ------------------------- |
|  | 13e         | 17 décembre 1917  | Pius Michaud             | Avocat      | Opposition                |
|  | 14e         | 6 décembre 1921   | Pius Michaud             | Avocat      | Libéral                   |
|  | 15e         | 29 octobre 1925   | Arthur Culligan          | Marchand    | Conservateur              |
|  | 16e         | 14 septembre 1926 | Stanislas Blanchard      |             | Libéral                   |
|  | 17e         | 28 juillet 1930   | Maxime Cormier           | Avocat      | Conservateur              |
|  | ¹           | 23 octobre 1933   | Joseph-Enoïl Michaud     | Avocat      | Libéral                   |
|  | 18e         | 14 octobre 1935   | Joseph-Enoïl Michaud     | Avocat      | Libéral                   |
|  | 19e         | 26 mars 1940      | Joseph-Enoïl Michaud     | Avocat      | Libéral                   |
|  | 20e         | 11 juin 1945      | Benoît Michaud           | Avocat      | Libéral                   |
|  | 21e         | 27 juin 1949      | Benoît Michaud           | Avocat      | Libéral                   |
|  | ²           | 24 octobre 1949   | Paul-Léon Dubé           | Conducteur  | Libéral-indépendant       |
|  | 22e         | 10 août 1953      | Joseph-Gaspard Boucher   | Imprimeur   | Libéral                   |
|  | ³           | 26 septembre 1955 | Joseph Charles Van Horne | Avocat      | Progressiste-conservateur |
|  | 23e         | 10 juin 1957      | Joseph Charles Van Horne | Avocat      | Progressiste-conservateur |
|  | 24e         | 31 mars 1958      | Joseph Charles Van Horne | Avocat      | Progressiste-conservateur |
|  | ⁴           | 29 mai 1961       | Edgar Fournier           | Instituteur | Progressiste-conservateur |
|  | 25e         | 18 juin 1962      | Jean-Eudes Dubé          | Avocat      | Libéral                   |
|  | 26e         | 8 avril 1963      | Jean-Eudes Dubé          | Avocat      | Libéral                   |
|  | 27e         | 8 novembre 1965   | Jean-Eudes Dubé          | Avocat      | Libéral                   |

¹ Élection partielle à la suite du décès de M. Cormier
² Élection partielle à la suite du décès de M. Michaud
³ Élection partielle à la suite du décès de M. Boucher
⁴ Élection partielle à la suite de la démission de M. Van Horne